# Slovak Sport.TV
Slovak Sport.TV je soukromá sportovní slovenská televizní stanice z Nitry, která je v provozu od roku 2012. Vysílá 24 hodin denně a 7 dní v týdnu. Kromě přenosů či záznamů utkání vysílá i sportovně zaměřené diskuzní pořady, medailony sportovců a různé aktuality.
Po ukončení vysílání sportovního kanálu slovenské televize STV3 zaplnila prostor na trhu sportovních přenosů. Cílí na přímé přenosy, vysílá také záznamy z basketbalových, volejbalových, házenkářských, fotbalových, florbalových, hokejbalových a hokejových střetnutí. Nepřehlíží ani golf, box, automobilové sporty a další.
Pro sezonu 2014/15 zakoupila práva pro vysílání zápasů mj. české Synot ligy, Skybet Championship, americké NCAA Men 's College Basketball (sezóna + Championships). Mezi další sportovní události patří ESPN Friday Night Fights (box), Final Table (World Series of Poker), NHL, Aviva Rugby (Anglie), WTA International Tournaments, ATP World Tour 250 a další.
V sezóně 2015/16 zakoupila vysílací práva slovenské fotbalové Fortuna ligy.
Televize byla dostupná v slovenském i českém DVB-T, v rámci šetření ukončila vysílání v pozemním vysílání a zůstala jen u operátora Skylink. V roce 2016 došlo k přejmenování stanice na Aréna Sport.